# El Casar
El Casar és un municipi d'Espanya pertanyent a la província de Guadalajara, a la comunitat autònoma de Castella-la Manxa.

## Demografia
| 1991  |  | 1996  |  | 2001  |  | 2004  |  | 2006  |  | 2008  |
| ----- |  | ----- |  | ----- |  | ----- |  | ----- |  | ----- |
| 1.368 |  | 2.222 |  | 4.047 |  | 5.588 |  | 7.626 |  | 9.000 |